# Erzsébet Schaár

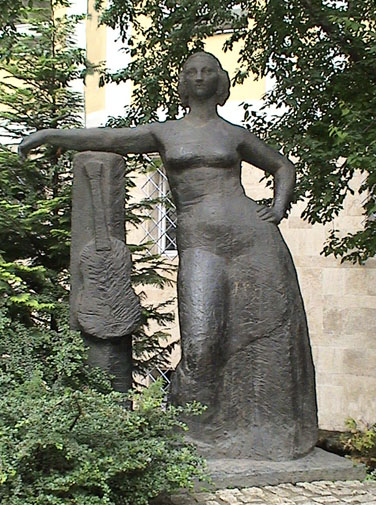
Erzsébet Schaár, estatua de Déryné Széppataki Róza, fuera del Teatro Nacional de Miskolc.

Erzsébet Schaár (Budafok, 29 de julio de 1905—Budapest, 29 de agosto de 1975) fue una escultora húngara.

## Biografía
Schaár estudió en la Escuela de Artes Aplicadas y luego en la Academia Húngara de Bellas Artes de 1924 a 1926, maestro: Zsigmond Kisfaludi Strobl. En 1926 realizó un viaje de estudios a París, tras lo cual permaneció en Múnich y Viena. Fue miembro de la Asociación de Artistas Húngaros de Bellas Artes y Artes Aplicadas. Residió en Budapest. En 1932, recibió el Premio Szinyei para Jóvenes Artistas en 1932 (también ganaría el Premio Munkácsy en 1962). En 1935, se casó con Tibor Vilt, un escultor; su hijo, Pál, nació en 1950. Comienza su carrera con el modelado realista (Mi madre,  1925).
Su primera exposición individual tuvo lugar en 1932 en Budapest. En la década de 1940, realizó pequeños relieves de madera, similares a las estatuas de Giacometti. Simultáneamente, modeló varias figuras reclinadas. También empleó elementos arquitectónicos; desde entonces, ha utilizado estireno ligero, que ha creado espacios a tamaño natural, como materiales cortados con cuchillo y fáciles de serrar.
En 1970, realizó una exposición retrospectiva en el Műcsarnok y, dos años más tarde, expuso en Amberes y Ginebra. En 1977, el Museo Wilhelm Lehmbruck de Düsseldorf organizó una retrospectiva. 
Hay varias estatuas públicas expuestas en Budapest, Kecskemét, Miskolc, Pécs, Tihany y otros lugares. Gran parte de su patrimonio se encuentra en el Museo St. Stephen's King en Székesfehérvár.
En 1974, presentó la Calle , originalmente hecha de poliestireno, en Székesfehérvár. Entre sus paredes y ventanas, también aparecieron sus obras anteriores: retratos de científicos, políticos y artistas. Otra versión de la Calle apareció un año después en Lucerna. La obra también se realizó con yeso más resistente entre 1985 y 1991, sobre el cual se erigió un edificio protector en la calle Káptalan de Pécs, según los planos de István Janáky.

## Galería de obras

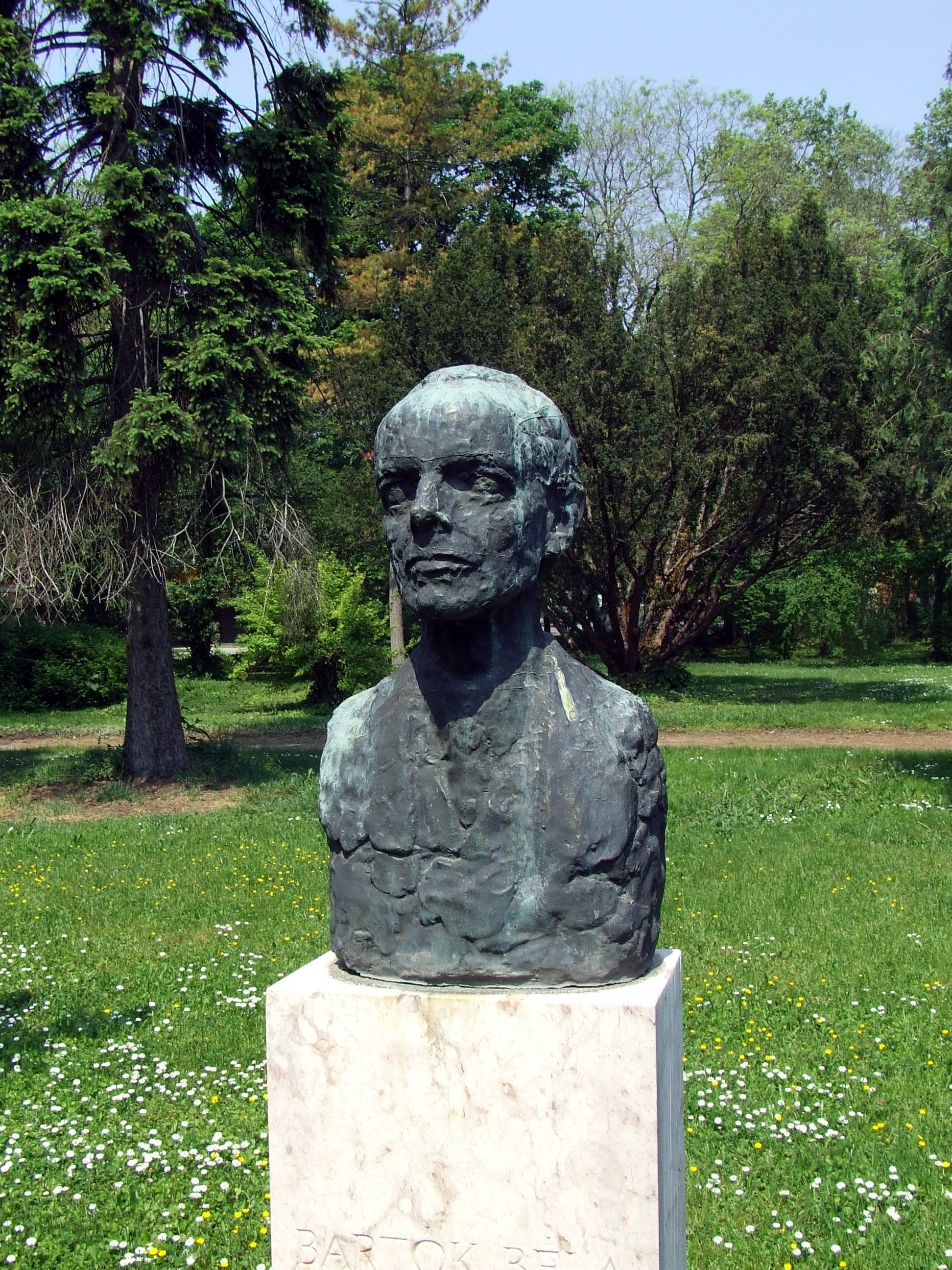
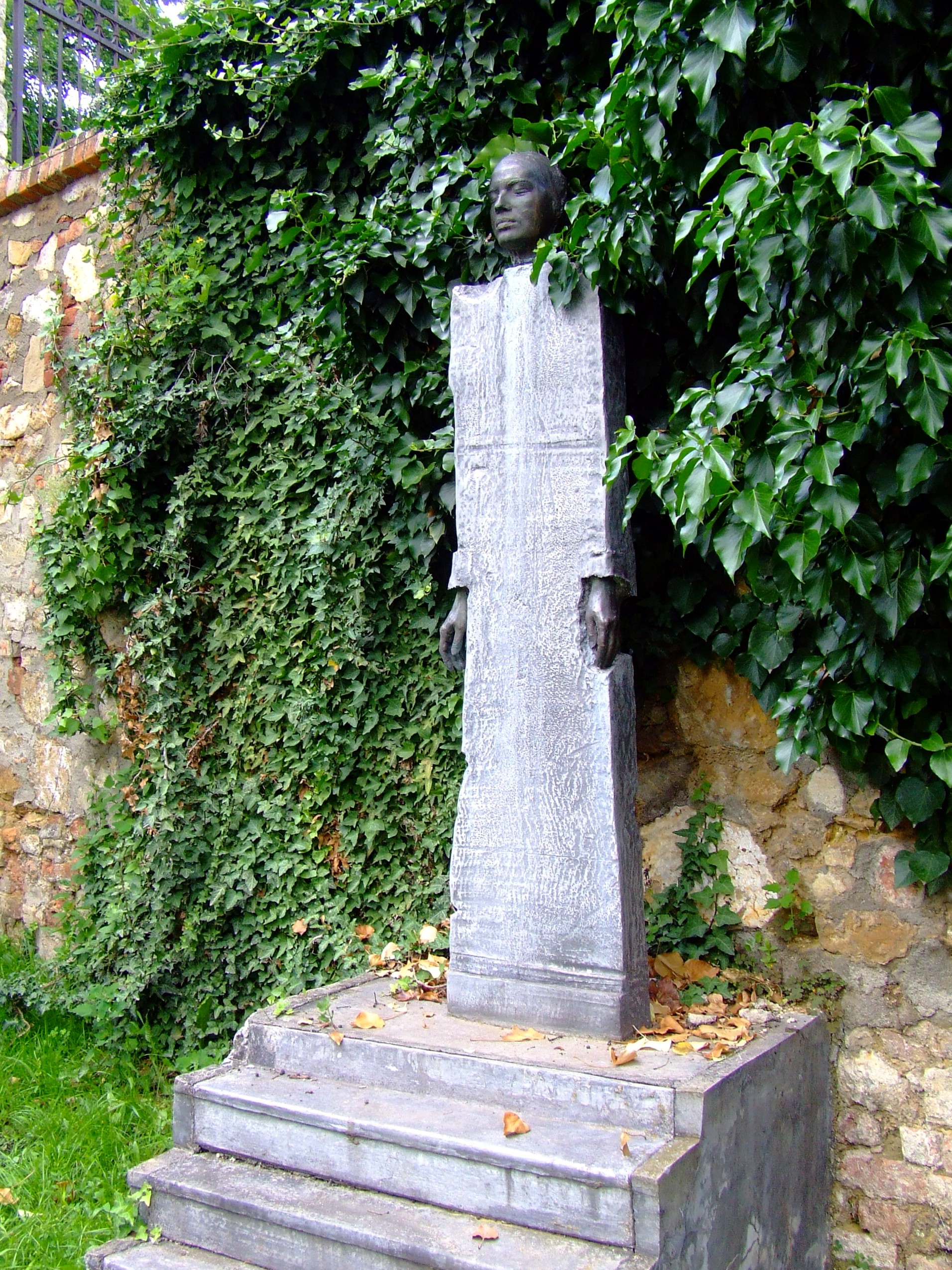
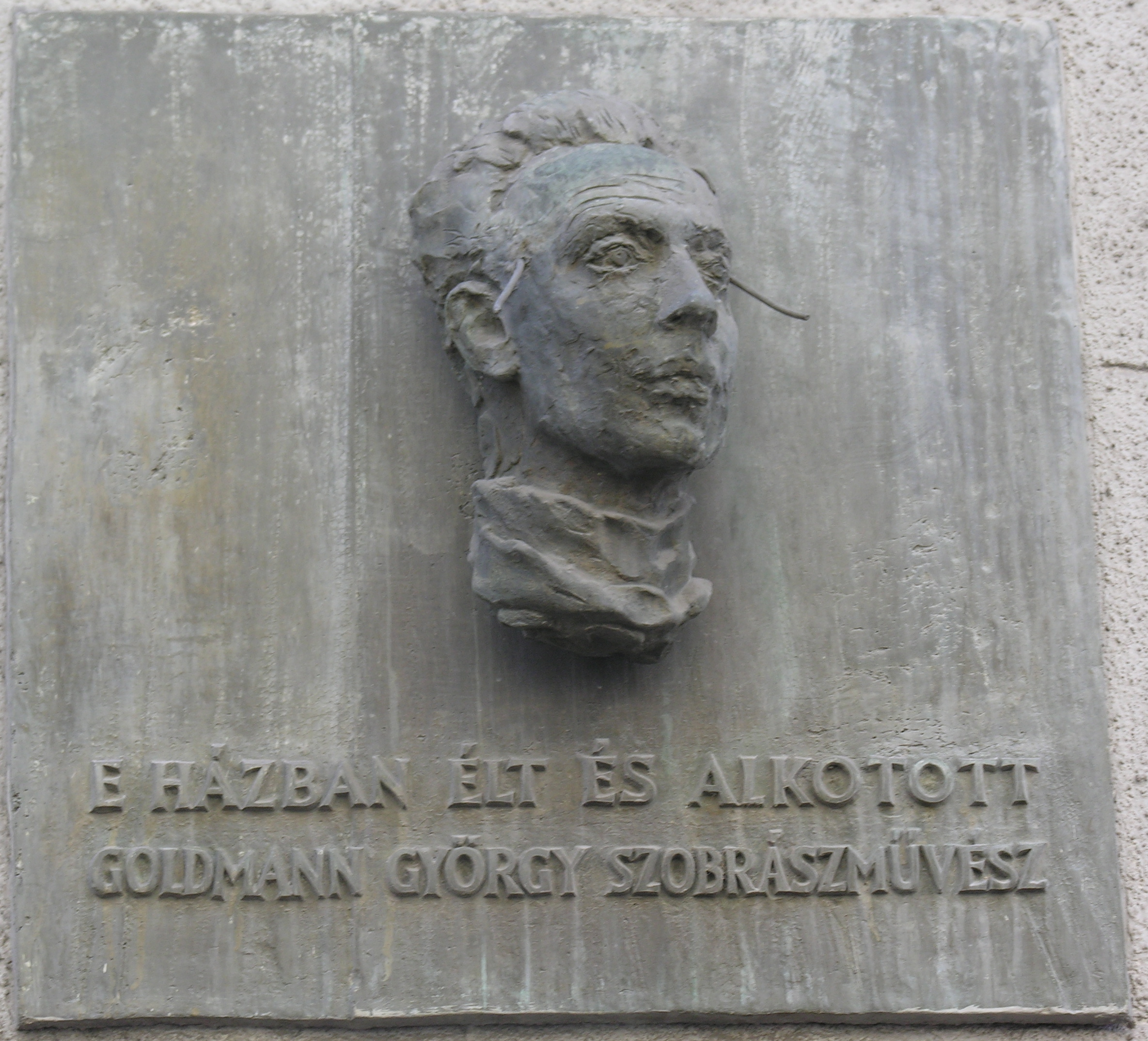

## Premios
1932 • Premio Szinyei para artistas jóvenes
1962 • Premio Munkácsy • 2ª Bienal Nacional de Pequeña Escultura, 1er premio, Pécs
1972 • Artista Meritorio.

## Lectura adicional
- Németh, Lajos. "Schaár, Erzsébet." En Grove Art en línea. Oxford Art Online, (consultado el 16 de febrero de 2012; se requiere suscripción).